# Bothriechis
Bothriechis (Peters, 1859) è un genere di vipere velenose della famiglia Viperidae. Sono comunemente chiamate vipere delle palme. Queste vipere sono tipiche del Centro e del Sud America.
Tutti i membri del genere hanno abitudini arboricole e diurne.
Undici specie sono al momento riconosciute.

## Descrizione
In media le specie di questo genere misurano 60–80 cm, ma B. aurifer, B. bicolor e B. lateralis possono arrivare a 1 m e oltre.
Il colore di solito è uniforme e consiste in un verde che li aiuta a mimetizzarsi con l'ambiente, che potrebbe comprendere macchie scure.
B. schlegelii è un'eccezione a questa "regola".

## Distribuzione
Le specie di questo genere sono presenti nel Messico meridionale (Oaxaca e Chiapas), per tutto il Centro America e nel Sud America settentrionale (Colombia, Venezuela occidentale, Ecuador e Perù settentrionale).

## Specie
- Bothriechis aurifer (Salvin, 1860)
- Bothriechis bicolor (Boucourt, 1868)
- Bothriechis guifarroi (Townsend, Medina-Flores, Wilson, Jadin & Austin, 2013)
- Bothriechis lateralis (Peters, 1862)
- Bothriechis marchi (Barbour & Loveridge, 1929)
- Bothriechis nigroviridis  (Peters, 1859)
- Bothriechis nubestris  (Doan, Mason, Castoe, Sasa & Parkinson, 2016)
- Bothriechis rowleyi (Bogert, 1968)
- Bothriechis schlegelii (Berthold, 1846)
- Bothriechis supraciliaris (Taylor, 1954)
- Bothriechis thalassinus (Campbell & Smith, 2000)